# Работническа партия за марксистко обединение
Работническата партия за марксистко обединение (на испански: Partido Obrero de Unificación Marxista (POUM), по-известна с абревиатурата ПОУМ) е основната марксистка несталинистка политическа партия в Испания по време на Гражданската война от 1936 – 1939 г.